# Indicatif régional 864

L'indicatif régional 864 est l'indicatif téléphonique régional qui dessert l'ouest de l'État de la Caroline du Sud aux États-Unis.
Les principales villes couvertes par l'indicatif sont : Greenville, Spartanburg et Anderson.
L'indicatif régional 864 fait partie du Plan de numérotation nord-américain.

## Historique des indicatifs régionaux de la Caroline du Sud
Jusqu'en 1995, l'indicatif 803 couvrait tout l'État de la Caroline du Sud.
Le 3 décembre 1995, une première scission de l'indicatif 803 a créé l'indicatif 864 qui couvre la partie ouest de la Caroline du Sud.
Le 22 mars 1998, une seconde scission de l'indicatif 803 a créé l'indicatif 843 qui couvre la partie est de l'État.